# پری‌شاهرخ لبه‌سفید
پری‌شاهرخ لبه‌سفید (نام علمی: Icterus graceannae) نام یک گونه از سرده پری‌شاهرخ بر جدید است.